# Холден, Стюарт
Стю́арт А́листер Хо́лден (англ. Stuart Alistair Holden; 1 августа 1985, Абердин, Шотландия) — американский футболист шотландского происхождения.

## Карьера
Холден родился в Шотландии, но в 10-летнем возрасте переехал с родителями в США, где впоследствии играл за команду Университета Клемсон. Свой первый профессиональный контракт Холден заключил с английским «Сандерлендом», но спустя несколько дней после подписания контракта, он во время драки в баре получил травму глаза, что так и не позволило ему сыграть за «Сандерленд». В 2006 году Холден возвратился в США, перейдя в клуб «Хьюстон Динамо», за который он отыграл 3 сезона, дважды становясь в составе клуба чемпионом MLS. В 2010 году Холден предпринял вторую попытку заиграть в Европе, в этот год он перешёл в «Болтон Уондерерс». 19 марта в матче против «Манчестер Юнайтед» получил травму колена, которую нанёс ему защитник «Красных Дьяволов» Джонни Эванс. В результате столкновения Холден выбыл на полгода.
В национальной сборной Холден дебютировал 4 июля 2009 года в матче со сборной Гренады. На сегодняшний момент провёл за сборную 19 матчей, в которых забил 2 гола. Принимал участие в чемпионате мира 2010.

## Достижения

### Командные
- Чемпион MLS (2): 2006, 2007
- Финалист Золотого кубка КОНКАКАФ: 2009

### Личные
- В символической сборной MLS: 2009
- В символической сборной Золотого кубка КОНКАКАФ: 2009